# Günter Kießling
Günter Kießling (Fráncfort del Óder, 20 de octubre de 1925 – Rendsburg, 28 de agosto de 2009 ) fue un general alemán de la Bundeswehr, que se saltó a la fama por el Asunto Kießling,  tras realizarse acusaciones de homosexualidad.

## Biografía
Kießling sirvió como teniente de infantería en la Segunda Guerra Mundial, sirviendo en la frente oriental. Tiempo después de la guerra, se unió a la Bundesgrenzschutz y posteriormente trasladado a la Bundeswehr. Antes de su retiro prematuro, era comandante de las fuerzas de tierra de la OTAN y subcomandante supremo aliado.
En 1983 Kießling fue secretamente acusado de homosexualidad, lo que, en su posición y en ese momento, se consideró un riesgo para la seguridad y llevó a su jubilación prematura. Más tarde se determinó que las acusaciones carecían de fundamento y fue rehabilitado, siendo reincorporado brevemente antes de retirarse con todos los honores.
Kießling volvió a alcanzar prominencia pública en 1997 cuando habló en el funeral de Josef Rettemeier, un soldado altamente condecorado de la Segunda Guerra Mundial, consiguiendo la Cruz de Caballero de la Cruz de Hierro, que posteriormente sirvió en la Bundeswehr.